# BRILLIANT ON FILMS
『BRILLIANT ON FILMS』（ブリリアント・オン・フィルムス）は、日本の女性歌手hiroの1枚目のアルバム『BRILLIANT』に収録されたシングル曲、アルバム曲を中心に構成されたビデオクリップ集。2001年4月18日にトイズファクトリーより発売した。収録時間は40分。

## 収録
1. AS TIME GOES BY
1stシングル。
2. In Season
『BRILLIANT』の10曲目に収録された楽曲。
3. 見つめていたい
SPEEDの8thシングル「ALL MY TRUE LOVE」に収録されたhiro初のソロ曲。
4. Bright Daylight
2ndシングル。
5. Treasure
3rdシングル。
6. Sweet Love
『BRILLIANT』の2曲目に収録された楽曲。
7. Making Of In Season（特典映像）